# Pacific Grove
Pacific Grove ist eine Stadt im Monterey County im US-Bundesstaat Kalifornien, Vereinigte Staaten. Das U.S. Census Bureau hat bei der Volkszählung 2020 eine Einwohnerzahl von 15.090 ermittelt. Das Stadtgebiet umfasst eine Größe von 10,4 km². Besonders bekannt ist das Asilomar Konferenzzentrum, ein ehemaliges Sommerlager der YWCA, direkt in den Pazifikdünen gelegen. Dort fand 1975 die von Paul Berg organisierte Asilomar-Konferenz über Rekombinante DNA statt. Pacific Grove wurde 1889 gegründet.

## Demografie
Die Bevölkerungsdichte war nach der Volkszählung 2010 1,451/km2. 12710 Personen (84,5 %) waren Weiße, 199 (1,3 %) waren Schwarze, 78 (0,5 %) waren Indianer, 872 (5,8 %) waren Asiaten, 49 (0,3 %) waren Einwohner pazifischer Inseln. 1615 Menschen waren ohne Berücksichtigung ihrer Race hispanisch.
Nach der Volkszählung 2010 lebten 14686 Menschen (97,6 % der Bevölkerung) in Privathaushalten und 215 (1,4 %) in institutionellen Haushalten.
Es gab 7020 Haushalte, in 1526 davon lebten Kinder unter 18. 2934 (41,8 %) Haushalte waren verheiratete Ehepaare, 653 (9,3 %) hatten ein weibliches Haushaltsmitglied ohne einen Mann, 233 (3,3 %) hatten ein männliches Haushaltsmitglied ohne eine Frau. Es gab 349 (5,0 %) verschiedengeschlechtliche nichteheliche Partnerschaften. 2609 Haushalte (37,2 %) waren Einpersonenhaushalte und 1012 (14,4 %) waren Einpersonenhaushalte mit einer mehr als 65 Jahre alten Person. Die Durchschnittsgröße der Haushalte war 2,09. Es gab 3820 Familien (54,4 % der Haushalte), die Durchschnittsgröße der Familien war 2,74.
2479 (16,5 %) Menschen waren jünger als 18 Jahre alt, 988 (6,6 %) waren zwischen 18 und 24, 3466 (23 %) waren zwischen 25 und 44, 4864 (32,3 %) waren zwischen 45 und 64 und 3244 (21,6 %) waren 65 oder älter. Der Median des Alters lag bei 48,1 Jahren. Auf 100 weibliche Einwohner kamen 85,2 männliche.

## Persönlichkeiten

### Söhne und Töchter der Stadt
- Josh Randall (* 1972), Schauspieler
- Taylor Tolleson (* 1985), Radrennfahrer

### Persönlichkeiten mit Bezug zur Stadt
- Alice Bailey (1880–1949), Theosophin, Esoterikerin und Autorin
- Ed Ricketts (1897–1948), Meeresbiologe und Philosoph; eröffnete in Pacific Grove die Pacific Biological Laboratories
- Der Schriftsteller Jonathan Nasaw (* 1947) stammt aus Pacific Grove.
- Amara Miller (* 2000), Schauspielerin; wuchs in Pacific Grove auf
- John Steinbeck lebte in der Stadt[3]
- Ken Swofford (1933–2018), Schauspieler; lebte in der Stadt

## Bildergalerie

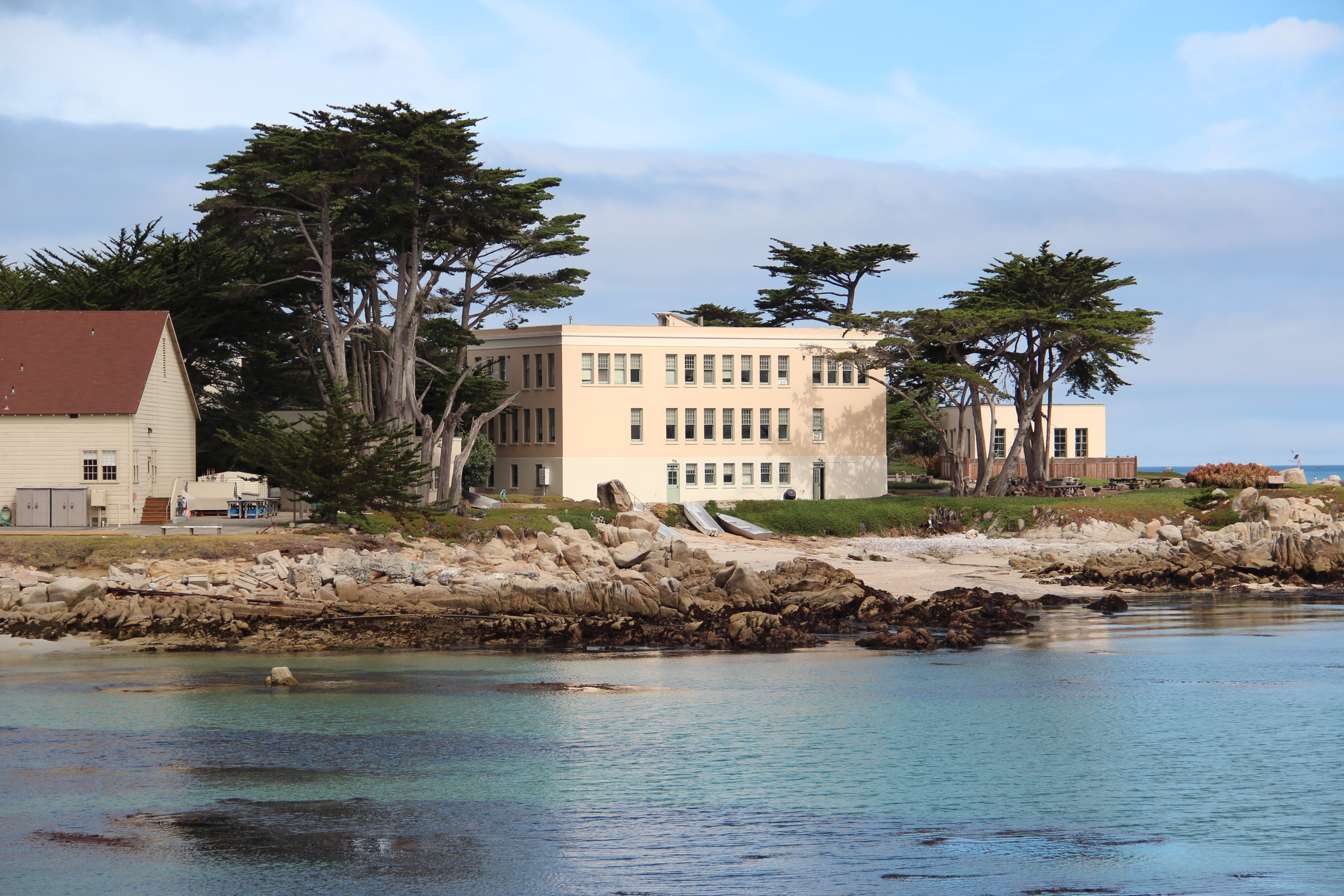
Hopkins Marine Station
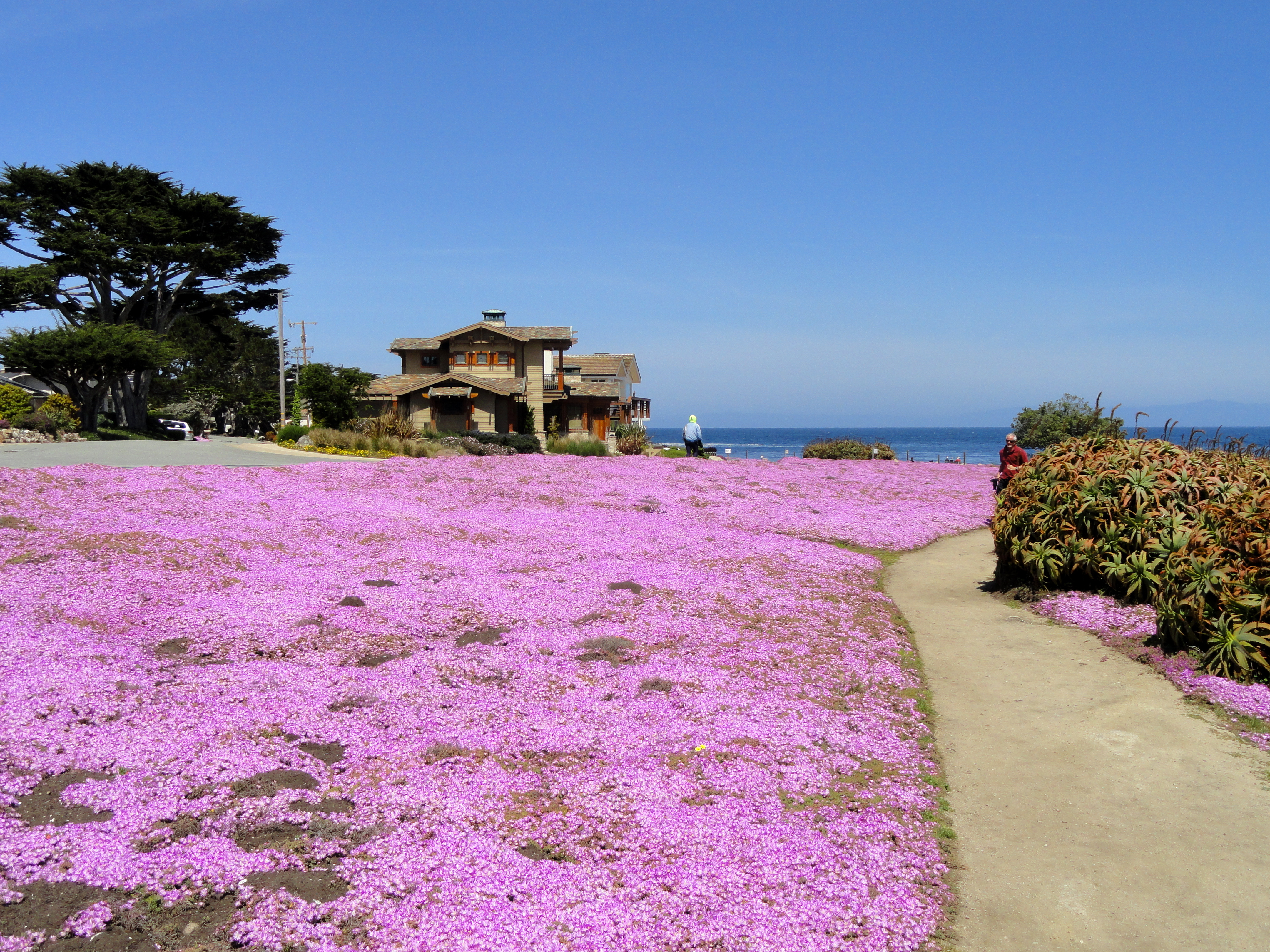
Perkins Park
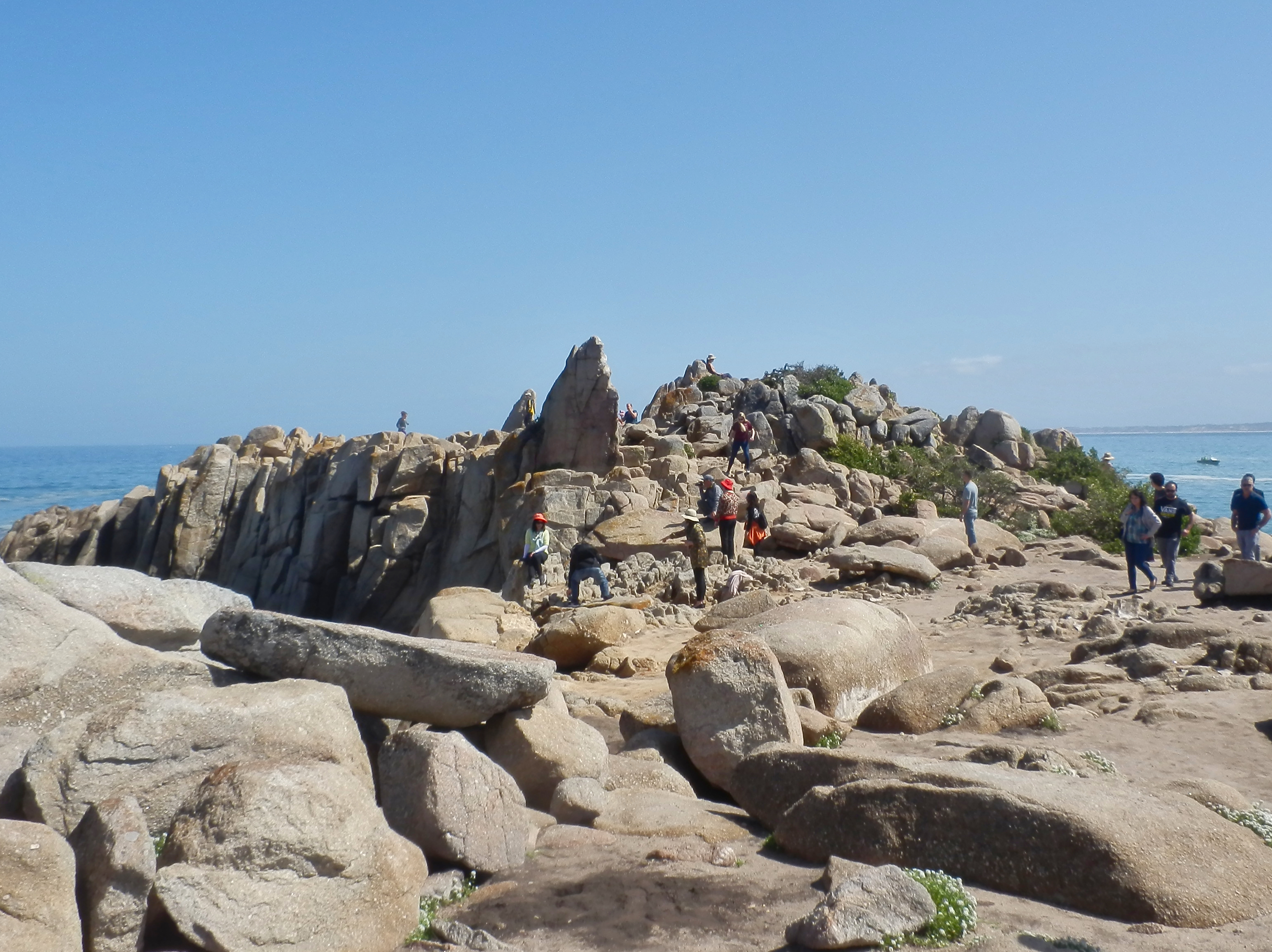
Lovers Point